# Mats Klintäng
Mats Anders Klintäng, född 7 december 1958, är en svensk officer i Armén.

## Biografi
Klintäng började som karriär inom försvaret 1977 på Norrlands artilleriregemente (A 4) i Östersund, där han var i aktiv tjänst fram till 1989 då han gick chefskursen på Militärhögskolan. Klintäng gjorde sin aspiranttjänstgöring 1993 vid 2. fördelningsstaben i Östersund. Åren 1996–1998 tjänstgjorde Klintäng som utbildningsledare vid Norrlands dragonregemente (K 4). Åren 1998–2000 var han chef för artillerisektionen vid Armécentrum. År 2000 utnämndes han till överste, och åren 2000–2004 var han ställföreträdande regementschef för Artilleriregementet (A 9) i Kristinehamn. Åren 2004–2005 var han chef för Arméns tekniska skola. Åren 2005–2010 var han chef för Försvarsmaktens tekniska skola (FMTS). Åren 2010–2015 var han chef för Försvarsmaktens telenät- och markteleförband (FMTM). Åren 2015–2018 tjänstgjorde han på Högkvarteret. Den 1 januari 2018 tillträdde han rollen som ställföreträdande chef för Totalförsvarsavdelningen vid Ledningsstaben på Högkvarteret. Den 1 oktober 2018 fick han förlängt förordnande som ställföreträdande chef för Totalförsvarsavdelningen vid Högkvarteret, förordnande gäller tillsvidare, dock längst till den 31 december 2019. Efter 39 års tjänstgöring, så lämnade Klintäng i mars 2020 Försvarsmakten. Efter att Klintäng lämnade Försvarsmakten har han bland annat varit verksam som konsult samt beredskapshandläggare vid Länsstyrelsen i Hallands län.